# アルフレッド・ミルナー
初代ミルナー子爵アルフレッド・ミルナー（英: Alfred Milner, 1st Viscount Milner、1854年3月23日 - 1925年5月13日）は、イギリスの政治家。ガーター勲章勲爵士（KG）、バス勲章ナイト・グランド・クロス勲爵士（GCB）、聖マイケル・聖ジョージ勲章ナイト・グランド・クロス勲爵士（GCMG）、枢密顧問官（PC）。

## 生涯
ドイツのギーセンで生まれ、イギリスに渡り、オックスフォード大学で学んだ。財務大臣ジョージ・ゴーシェンの個人秘書となった。1897年、植民地大臣ジョセフ・チェンバレンによりケープ植民地の長官に任命される。南アフリカのイギリス代表として、ボーア政府と対立、ボーア戦争を起こした。第1次世界大戦時にロイド・ジョージの戦時内閣で活躍、フェルディナン・フォッシュ元帥を連合軍司令官に任命した。1891年、アスター卿、ロスチャイルド卿の出資により『帝国評論』（のちに『ラウンド・テーブル』）を発行する。王室とオックスフォード大学から表彰されている。
1925年、オックスフォード大学の総長に選ばれたが、就任前に亡くなる。

## ミルナー幼稚園
ボーア戦争に際し、ミルナーはオックスフォード大学で優秀な若者をスカウトし、アフリカ征服のためのエリートとして養成した。これが「ミルナー幼稚園（ミルナー・キンダーガーデン）」である。メンバーは諸説あるが、下記の人物である。
- ジェフリー・ドーソン（英語版）
- ウィリアム・ライオネル・ヒチェンズ、船会社キャメル・レアード会長[1]
- リチャード・フィータム（英語版）
- フィリップ・ヘンリー・カー（英語版）
- ライオネル・ジョージ・カーティス（英語版）
- サー・パトリック・ダンカン（英語版）、南アフリカ総督
- ジョン・バカン
- ロバート・ヘンリー・ブランド（英語版）、ラザードで50年間重役
- ジョージ・ゴッシェン (初代ゴッシェン子爵)